# زمین مرتفع (فیلم ۲۰۲۰)
زمین مرتفع (به انگلیسی: High Ground) فیلمی وسترن پای‌گوشتی محصول ۲۰۲۰ استرالیاست. فیلم را استیون مکسول جانسون کارگردانی کرده و هنرپیشگانی چون جیکب جونیور نایینگگول، سایمون بیکر، کالن مالوی و کارن پیستوریوس در آن ایفای نقش کرده‌اند. زمین مرتفع برای نخستین بار در ۲۳ فوریهٔ۲۰۲۰ در هفتادمین جشنواره بین‌المللی فیلم برلین به نمایش درآمد.

## داستان
در سال‌های بعد از جنگ جهانی اول، یک تک‌تیرانداز به نام تراویس (با بازی سایمون بیکر) به همراه نیروهای پلیس، یک کشیش و چند مزرعه‌دار در تعقیب بومیانی که گاوی را دزدیده‌اند به سرزمین‌های آنان وارد می‌شوند. اوضاع از کنترل خارج می‌شود و مزرعه‌داران یک خانواده از بومیان را کشتار می‌کنند. تراویس مزرعه‌داران را می‌کشد و پسر خردسالی را که در زیر آب پنهان شده بیرون آورده و او را به خانواده‌ای می‌سپارد و آنان او را تامی می‌نامند و بزرگ می‌کنند. دوازده سال بعد، عموی تامی که از حادثه جان به در برده درصدد انتقام است و پلیس در جستجوی مخفی‌گاه او به تراویس مراجعه می‌کند.